# Hipótesis de Riemann

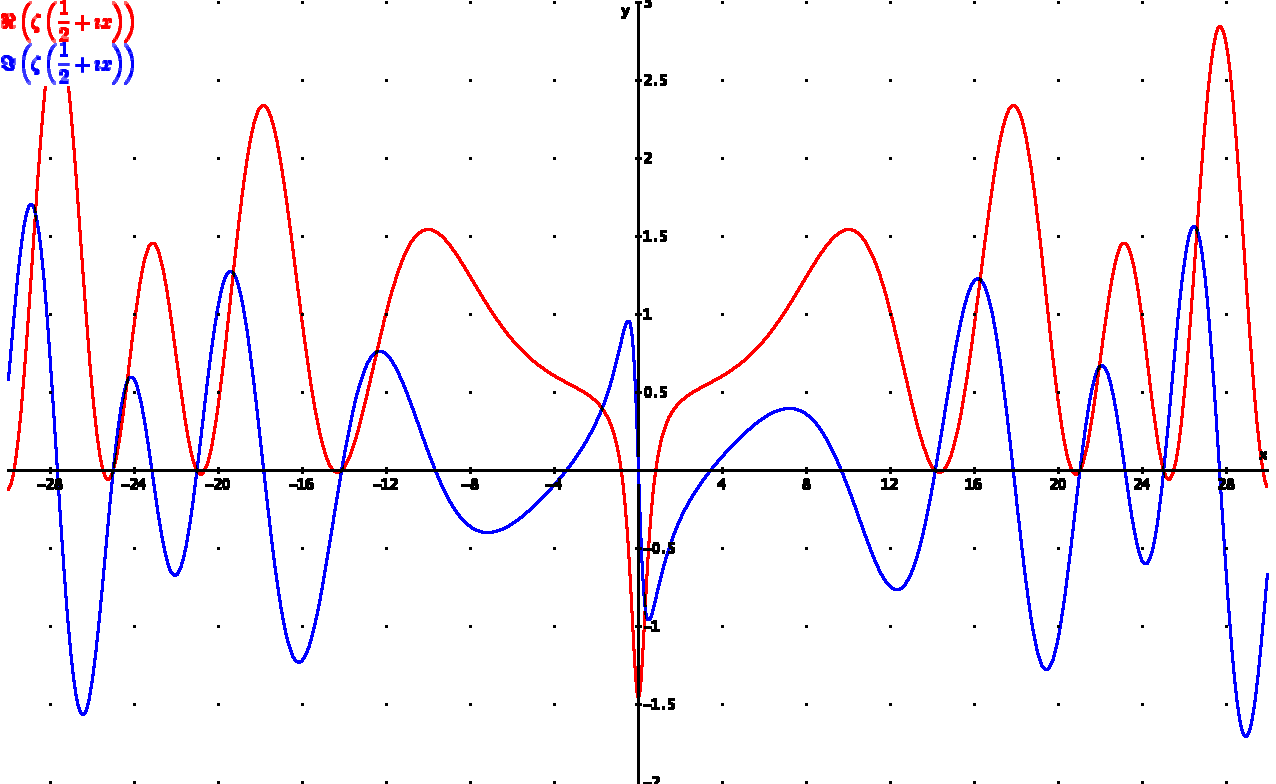
Parte real (rojo) y parte imaginaria (azul) de la línea crítica Re(s) = 1/2 de la función zeta de Riemann. Pueden verse los primeros ceros no triviales en Im(s) = ±14,135, ±21,022 y ±25,011.

Un gráfico polar de zeta, esto es, Re(zeta) vs. Im(zeta), a lo largo de la línea crítica s=it+1/2, con t con valores desde 0 a 34.

En matemáticas puras, la hipótesis de Riemann, formulada por primera vez por Bernhard Riemann en 1859, es una conjetura sobre la distribución de los ceros de la función zeta de Riemann ζ(s).
La hipótesis de Riemann, por su relación con la distribución de los números primos en el conjunto de los naturales, es uno de los problemas abiertos más importantes en la matemática contemporánea. El Instituto Clay de Matemáticas ha ofrecido un premio de un millón de dólares a la primera persona que desarrolle una demostración correcta de la conjetura.
La hipótesis de Riemann y algunas de sus generalizaciones, junto con la conjetura de Goldbach y la conjetura de los primos gemelos, constituyen el octavo problema de Hilbert en la lista de veintitrés problemas sin resolver de David Hilbert; también es uno de los Problemas del milenio del Instituto Clay de Matemáticas, que ofrece 1 millón de dólares a quien resuelva cualquiera de ellos. El nombre también se utiliza para algunos análogos estrechamente relacionados, como la hipótesis de Riemann para curvas sobre campos finitos.

## Definición
La función zeta de Riemann ζ(s) está definida en los números complejos como la suma de una serie infinita de la siguiente forma:
{\displaystyle \zeta (s)=\sum _{n=1}^{\infty }{\frac {1}{n^{s}}}={\frac {1}{1^{s}}}+{\frac {1}{2^{s}}}+{\frac {1}{3^{s}}}+\cdots }
y es convergente cuando la parte real es estrictamente mayor que 1. Leonhard Euler (que murió 43 años antes de que Riemann naciera) demostró que esta serie equivale al producto de Euler:
{\displaystyle \zeta (s)=\prod _{p{\text{ primo}}}{\frac {1}{1-p^{-s}}}={\frac {1}{1-2^{-s}}}\cdot {\frac {1}{1-3^{-s}}}\cdot {\frac {1}{1-5^{-s}}}\cdot {\frac {1}{1-7^{-s}}}\cdots {\frac {1}{1-p^{-s}}}\cdots }
donde el producto infinito se extiende sobre el conjunto de todos los números primos p, y de nuevo converge para los complejos s cuya parte real sea mayor que 1. La convergencia del producto de Euler muestra que ζ(s) no tiene ceros en esta región, puesto que ninguno de los factores tiene ceros.
La hipótesis de Riemann trata de los ceros fuera de la región de convergencia de la suma de la serie descrita anteriormente y del producto de Euler asociado. Para preservar el sentido de esta hipótesis es necesario prolongar analíticamente la función zeta de Riemann ζ(s) de forma que tenga sentido para cualquier valor de s. En particular se puede expresar mediante la siguiente ecuación funcional:
{\displaystyle \zeta (s)=2^{s}\pi ^{s-1}\ \operatorname {sen} \left({\frac {\pi s}{2}}\right)\ \Gamma (1-s)\ \zeta (1-s)\!}
válida para todos los números complejos excepto para s = 1, donde la función tiene un polo. Como se decía anteriormente, la hipótesis de Riemann trata de los ceros de esta versión de la función zeta extendida analíticamente. Esta posee ciertos valores, llamados ceros "triviales", para los cuales la función zeta se anula. De la ecuación se puede ver que s = −2, s = −4, s = −6, ... (todos los enteros pares negativos) son ceros triviales. Así mismo, existen otros valores complejos s, que cumplen la condición 0 < Re(s) < 1, para los cuales la función zeta también se anula, son los llamados ceros "no triviales". La conjetura de Riemann hace referencia a estos ceros no triviales afirmando:
| La parte real de todo cero no trivial de la función zeta de Riemann es 1/2 |

Por lo tanto los ceros no triviales deberían encontrarse en la línea crítica s = 1/2 + i t, donde t es un número real e i es la unidad imaginaria. La función zeta de Riemann, a lo largo de la línea crítica ha sido estudiada en términos de la función Z, cuyos ceros corresponden a los ceros de la función zeta sobre la línea crítica.
Entonces se puede definir ζ(s) para todos los números complejos restantes no nulos s (Re(s) ≤ 0 y s ≠ 0) aplicando esta ecuación fuera de la franja, y dejando que ζ(s) sea igual al lado derecho de la ecuación siempre que s tenga parte real no positiva (y s ≠ 0).
Si s es un entero par negativo entonces ζ(s) = 0 porque el factor sen(πs/2) desaparece; estos son los ceros triviales de la función zeta. (Si s es un entero par positivo este argumento no se aplica porque los ceros de la función seno son anulados por los polos de la función gamma, ya que toma argumentos enteros negativos).
El valor ζ(0) = -1/2 no viene determinado por la ecuación funcional, sino que es el valor límite de ζ(s) a medida que s se aproxima a cero. La ecuación funcional también implica que la función zeta no tiene ceros con parte real negativa aparte de los ceros triviales, por lo que todos los ceros no triviales se encuentran en la franja crítica donde s tiene parte real entre 0 y 1.

Función zeta de Riemann a lo largo de la línea crítica con Re(s) = 1/2. Los valores reales se muestran en el eje horizontal y los valores imaginarios en el eje vertical. Re(ζ(1/2 + it)), Im(ζ(1/2 + it)) se representa con t entre -30 y 30.[4]
Animación que muestra en 3D la franja crítica de la función zeta de Riemann (azul, donde s tiene parte real entre 0 y 1), la línea crítica (roja, para parte real de s igual a 0,5) y los ceros (cruce entre rojo y naranja): [x,y,z] = [Re(ζ(r + it)), Im(ζ(r + it)), t] con 0.1 ≤ r ≤ 0.9 y 1 ≤ t ≤ 51
- Parte real (rojo) y parte imaginaria (azul) de la función zeta de Riemann ζ(s) a lo largo de la recta crítica en el plano complejo con parte real Re(s) = 1/2. Los primeros no triviales ceros, donde ζ(s) es igual a cero, ocurren donde ambas curvas tocan el eje horizontal x, para números complejos con partes imaginarias Im(s) iguales a ±14,135, ±21,022 y ±25,011.

## Historia
"...es ist sehr wahrscheinlich, dass alle Wurzeln reell sind. Hiervon wäre allerdings ein strenger Beweis zu wünschen; ich habe indess die Aufsuchung desselben nach einigen flüchtigen vergeblichen Versuchen vorläufig bei Seite gelassen, da er für den nächsten Zweck meiner Untersuchung entbehrlich schien".

("…es muy probable que todas las raíces sean reales. Claro que uno desearía tener una demostración rigurosa; Por el momento, tras algunos intentos fugaces en vano, he pospuesto su búsqueda, ya que parece ser prescindible para lograr el objetivo inmediato de mi investigación".)
Afirmación de Riemann sobre la hipótesis de Riemann, de (Riemann, 1859). (Aquí habla de una versión de la función zeta de Riemann, modificada para que sus raíces (ceros) sean reales en vez de estar en la línea crítica.)

Riemann mencionó la conjetura en 1859, que sería llamada la hipótesis de Riemann, en su tesis de doctorado Sobre los números primos menores que una magnitud dada, al desarrollar una fórmula explícita para calcular la cantidad de primos menores que x. Puesto que no era esencial para el propósito central de su artículo, no intentó dar una demostración. Él sabía que los ceros no triviales de la función zeta están distribuidos en torno a la recta s = 1/2 + i t, y sabía también que todos los ceros no triviales debían estar en el rango 0 ≤ Re(s) ≤ 1.
En 1896, Hadamard y de la Vallée-Poussin probaron independientemente, que ningún cero podía estar sobre la recta Re(s) = 1. Junto con las otras propiedades de los ceros no triviales demostradas por Riemann, esto mostró que todos los ceros no triviales deben estar en el interior de la banda crítica 0 < Re(s) < 1. Este fue un paso fundamental para las primeras demostraciones del teorema de los números primos.
En 1900, Hilbert incluyó la hipótesis de Riemann en su famosa lista de los 23 problemas no resueltos —es parte del problema 8 en la lista de Hilbert junto con la conjetura de Goldbach—. Cuando se le preguntó qué haría si se despertara habiendo dormido quinientos años, remarcablemente Hilbert contestó que su primera pregunta sería si la hipótesis de Riemann había sido probada. La hipótesis de Riemann es el único problema de los que propuso Hilbert que está en el premio del milenio del Instituto Clay de Matemáticas.
En 1914, Hardy demostró que existe un número infinito de ceros sobre la recta crítica Re(s) = 1/2. Sin embargo, todavía era posible que un número infinito (y posiblemente la mayoría) de los ceros no triviales se encontraran en algún otro lugar sobre la banda crítica. En trabajos posteriores de Hardy y Littlewood en 1921 y de Selberg en 1942 se dieron estimaciones para la densidad promedio de los ceros sobre la línea crítica.
La mayor parte de la comunidad matemática piensa que la conjetura es correcta, aunque otros grandes matemáticos como J. E. Littlewood y Atle Selberg se han mostrado escépticos, si bien el escepticismo de Selberg fue disminuyendo desde sus días de juventud. En un artículo en 1989 sugirió que un análogo debe ser cierto para una clase mucho más amplia de funciones (la clase de Selberg). Trabajos recientes se han concentrado en el cálculo explícito de la localización de grandes cantidades de ceros (con la esperanza de hallar algún contraejemplo) y en el establecimiento de cotas superiores en la proporción de ceros que puedan estar lejos de la línea crítica (con la esperanza de reducirlas a cero).
En septiembre de 2018, Michael Atiyah –laureado con la Medalla Fields (1966), entre otros galardones– presentó una fallida prueba por contradicción de la hipótesis de Riemann en el Heidelberg Laureate Forum 2018 (Alemania).
La motivación original de Riemann para estudiar la función zeta y sus ceros fue su aparición en su fórmula explícita para la número de primos π(x) menor o igual que un número dado x, que publicó en su artículo de 1859 «Sobre el número de primos menores que una magnitud dada». Su fórmula se dio en términos de la función relacionada
{\displaystyle \Pi (x)=\pi (x)+{\tfrac {1}{2}}\pi (x^{1/2})+{\tfrac {1}{3}}\pi (x^{1/3})+{\tfrac {1}{4}}\pi (x^{1/4})+{\tfrac {1}{5}}\pi (x^{1/5})+{\tfrac {1}{6}}\pi (x^{1/6})+\cdots }
que cuenta los primos y potencias de primos hasta x, contando una potencia de primo pn como 1⁄n. El número de primos se puede recuperar a partir de esta función utilizando la fórmula de inversión de Möbius,
{\displaystyle {\begin{aligned}\pi (x)&=\sum _{n=1}^{\infty }{\frac {\mu (n)}{n}}\Pi (x^{1/n})\\&=\Pi (x)-{\frac {1}{2}}\Pi (x^{1/2})-{\frac {1}{3}}\Pi (x^{1/3})-{\frac {1}{5}}\Pi (x^{1/5})+{\frac {1}{6}}\Pi (x^{1/6})-\cdots ,\end{aligned}}}
donde μ es la función de Möbius. La fórmula de Riemann es entonces
{\displaystyle \Pi _{0}(x)=\operatorname {li} (x)-\sum _{\rho }\operatorname {li} (x^{\rho })-\log 2+\int _{x}^{\infty }{\frac {dt}{t(t^{2}-1)\log t}}}
donde la suma es sobre los ceros no triviales de la función zeta y donde Π0 es una versión ligeramente modificada de Π que sustituye su valor en sus puntos de discontinuidad por la media de sus límites superior e inferior:
{\displaystyle \Pi _{0}(x)=\lim _{\varepsilon \to 0}{\frac {\Pi (x-\varepsilon )+\Pi (x+\varepsilon )}{2}}.}
El sumatorio de la fórmula de Riemann no es absolutamente convergente, pero puede evaluarse tomando los ceros ρ por orden del valor absoluto de su parte imaginaria. La función li que aparece en el primer término es la función integral logarítmica (no compensada) dada por el valor principal de Cauchy de la integral divergente
{\displaystyle \operatorname {li} (x)=\int _{0}^{x}{\frac {dt}{\log t}}.}
Los términos li(xρ) que involucran los ceros de la función zeta necesitan cierto cuidado en su definición ya que li tiene puntos de ramificación en 0 y 1, y se definen (para x > 1) por continuación analítica en la variable compleja ρ en la región Re(ρ) > 0, es decir, deben considerarse como Ei(ρ log x). Los otros términos también corresponden a ceros: el término dominante li(x) proviene del polo en s = 1, considerado como un cero de multiplicidad -1, y los restantes términos pequeños provienen de los ceros triviales. Para algunas gráficas de las sumas de los primeros términos de esta serie véase Riesel y Göhl (1970) o Zagier (1977).
Esta fórmula dice que los ceros de la función zeta de Riemann controlan la oscilacións de los números primos alrededor de sus posiciones «esperadas». Riemann sabía que los ceros no triviales de la función zeta se distribuían simétricamente alrededor de la recta s = 1/2 + it, y sabía que todos sus ceros no triviales debían encontrarse en el intervalo 0 ≤ Re(s) ≤ 1. Comprobó que algunos de los ceros estaban en la recta crítica con parte real 1/2 y sugirió que todos lo estaban; ésta es la hipótesis de Riemann.

El resultado ha captado la imaginación de la mayoría de los matemáticos por ser tan inesperado, ya que conecta dos áreas aparentemente no relacionadas de las matemáticas; a saber, la teoría de números, que es el estudio de lo discreto, y el análisis complejo, que se ocupa de los procesos continuos. (Burton, 2006, p. 376)

## La hipótesis de Riemann y los números primos
La formulación tradicional de la hipótesis de Riemann oscurece un poco la importancia real de la conjetura. La función zeta de Riemann tiene una profunda conexión con los números primos y Helge von Koch demostró en 1901 que la hipótesis de Riemann es equivalente al considerable refinamiento del teorema de los números primos: Existe una constante C > 0 tal que
{\displaystyle \left|\pi (x)-\int _{2}^{x}{\frac {dt}{\ln(t)}}\right|\leq C\,{\sqrt {x}}\,\ln(x),}
para todo x suficientemente grande, donde π(x) es la función contadora de primos y ln(x) es el logaritmo natural de x. Lowell Schoenfeld mostró que se puede tomar C = 1/(8 π) para todo x ≥ 2657.
Los ceros de la función zeta y los números primos satisfacen ciertas propiedades de dualidad, conocidas como fórmulas explícitas, que muestran, usando análisis de Fourier, que los ceros de la función zeta de Riemann pueden interpretarse como frecuencias armónicas en la distribución de los números primos.
Más aún, si la conjetura de Hilbert-Polya es cierta, entonces cualquier operador que nos dé las partes imaginarias de los ceros como sus valores propios debe satisfacer:
{\displaystyle \sum _{n}e^{-\beta E_{n}}=\operatorname {tr} [e^{-\beta {\hat {H}}}]=e^{u/2}-e^{-u/2}{\frac {d\psi _{0}}{du}}-{\frac {e^{u/2}}{e^{3u}-e^{u}}},}
donde tr es la traza del operador (suma de sus valores propios), {\displaystyle \beta \,} es un número imaginario y {\displaystyle \psi (x)\,} es la función de Chebyshov que nos suma el log(x) sobre los primos y sus potencias enteras, dicha fórmula es una conclusión de la 'fórmula explícita' de V. Mangoldt. Varios operadores propuestos por C. Perelman, J. Macheca y J. García, parecen corroborar los resultados de la conjetura de Hilbert sobre el operador, reproduciendo la parte imaginaria de los ceros.

## Cálculo numérico

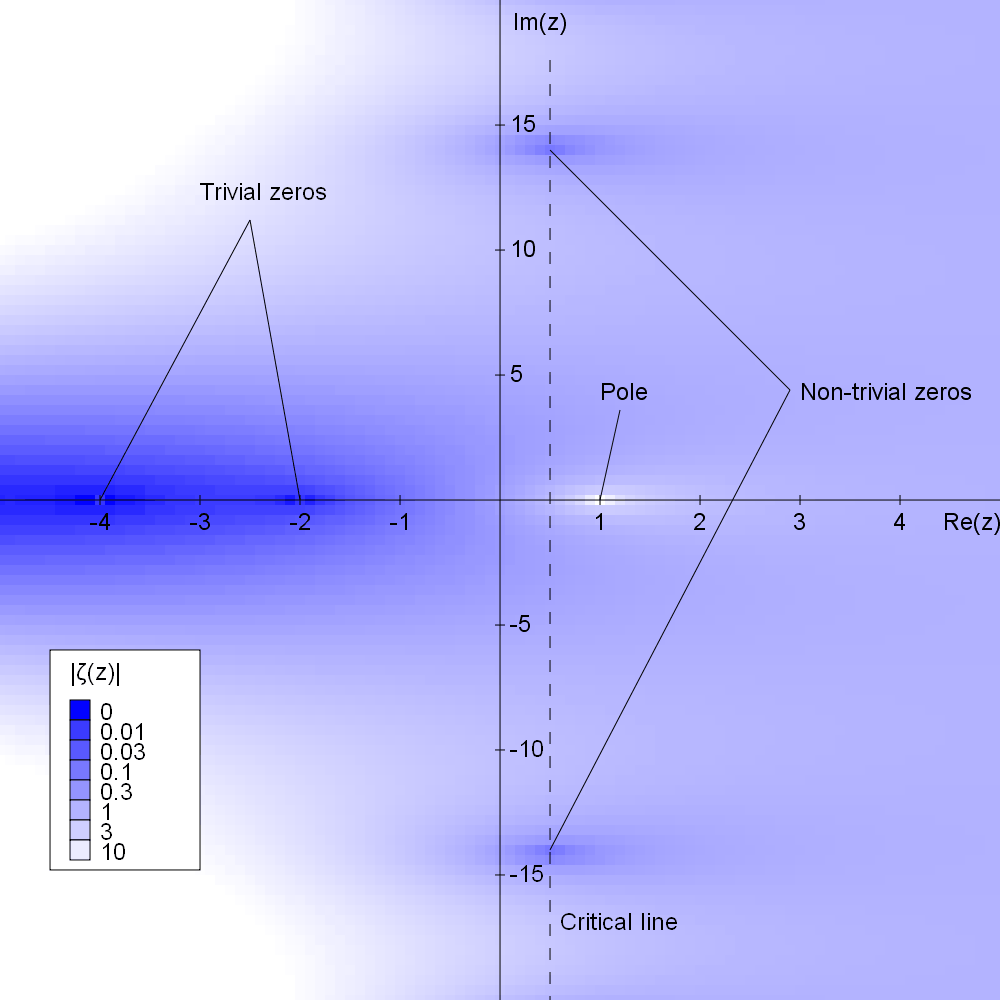
Valor absoluto de la función-ζ.

- En el año 2004 Xavier Gourdon verificó la conjetura de Riemann numéricamente a lo largo de los primeros diez trillones de ceros no triviales de la función. Sin embargo, esto no es estrictamente una demostración, numéricamente es más interesante encontrar un contraejemplo, es decir, un valor de cero que no cumpla con que su parte real es 1/2, pues esto echaría por los suelos la validez de la conjetura.

- Hasta el 2005, el intento más serio para explorar los ceros de la función-ζ, es el ZetaGrid, un proyecto de computación distribuida con la capacidad de verificar billones de ceros por día. El proyecto acabó en diciembre de 2005, y ninguno de los ceros pudo ser identificado como contraejemplo de la hipótesis de Riemann.

## Repercusiones de la hipótesis de Riemann
La hipótesis de Riemann afirma que todos los otros ceros no triviales de la función {\displaystyle \zeta } (zeta) se encuentran en la recta vertical que pasa por {\displaystyle {\frac {1}{2}}}, es decir, son números complejos de la forma {\displaystyle {\frac {1}{2}}+it}, {\displaystyle t\in \mathbb {R} }. 
Esta función tiene una profunda conexión con los números primos, donde los ceros de la función zeta y los números primos satisfacen ciertas propiedades de dualidad, conocidas como fórmulas explícitas, que muestran, usando análisis de Fourier, que estos ceros pueden interpretarse como frecuencias armónicas en la distribución de los números primos.
Conociendo la relación de los números primos con la función {\displaystyle \zeta }, las repercusiones que tuvo esta función son algunas de estas:
- Estimadores precisos del término del resto del teorema de los números primos:

Hege von Koch demostró que la hipótesis de Riemann es equivalente al teorema de los números primos en el cual se enuncia que:
Existe una constante C tal que: 
| {\displaystyle C\geq 0:\|\pi (x)-\operatorname {Li} (x)\|\leq C{\sqrt {x}}\ln x\quad \forall x\geq 2} siendo {\displaystyle \pi (x)=\operatorname {card} \{p\leq x:p{\text{ primo}}\}} la función contadora de primos y {\displaystyle \operatorname {Li} (x)=\int _{2}^{x}{\frac {1}{\ln(t)}}dt} |

- Comparación de {\displaystyle \pi (x)} y Li(x):

Para valores de x pequeños se había demostrado  {\displaystyle \pi (x)\leq \operatorname {Li} (x)}, lo que llevó a conjeturar que Li(x) era una cota superior estricta de {\displaystyle \pi (x)} y por tanto la ecuación {\displaystyle \pi (x)-\operatorname {Li} (x)} no tenía soluciones reales.
No obstante, en 1914 Littlewood empleó la hipótesis de Riemann para mostrar que la desigualdad {\displaystyle \pi (x)\leq \operatorname {Li} (x)} se invierte para valores suficientemente grandes de x.
En 1933 Skewes usó la hipótesis de Reimann para mostrar que la desigualdad se invierte para algunos {\displaystyle x<10^{10^{10^{34}}}}y en 1955, sin usar la hipótesis, mostró que la desigualdad se invierte para algunos {\displaystyle x<10^{10^{10^{963}}}}
- Las distancias entre los números primos consecutivos:

Cramér mostró que la RH implica que existe una constante {\displaystyle C:p_{k+1}-p_{k}=C{\sqrt {p_{k}}}\log p_{k}} donde {\displaystyle p_{k}} es el k-ésimo primo. Existe un resultado mejor que el de Cramér que es enunciado por la siguiente conjetura:
| Siempre hay un primo entre {\displaystyle n^{2}} y {\displaystyle (n+1)^{2}} deberían existir varios lo que implica que {\displaystyle p_{k+1}-p_{k}=C{\sqrt {p_{k}}}} |

No obstante, Cramér también conjeturó que la brecha es {\displaystyle C(\log p_{k})^{2}}.

### Exposiciones populares
- Sabbagh, Karl (2003a), The greatest unsolved problem in mathematics, Farrar, Straus and Giroux, New York, ISBN 978-0-374-25007-2, MR 1979664.
- Sabbagh, Karl (2003b), Dr. Riemann's zeros, Atlantic Books, London, ISBN 978-1-843-54101-1.
- du Sautoy, Marcus (2003), The music of the primes, HarperCollins Publishers, ISBN 978-0-06-621070-4, MR 2060134.
- Rockmore, Dan (2005), Stalking the Riemann hypothesis, Pantheon Books, ISBN 978-0-375-42136-5, MR 2269393.
- Derbyshire, John (2003), Prime Obsession, Joseph Henry Press, Washington, DC, ISBN 978-0-309-08549-6, MR 1968857.
- Watkins, Matthew (2015), Mystery of the Prime Numbers, Liberalis Books, ISBN 978-1782797814, MR 0000000.
- Frenkel, Edward (2014), The Riemann Hypothesis Numberphile, Mar 11, 2014 (video)
- Nahin, Paul J. (2021). In Pursuit of Zeta-3: The World's Most Mysterious Unsolved Math Problem. Princeton University Press. ISBN 978-0691206073.

Note: Derbyshire 2003, Rockmore 2005, Sabbagh 2003a, Sabbagh 2003b, Sautoy 2003, and Watkins 2015 are non-technical. Edwards 1974, Patterson 1988, Borwein/Choi/Rooney/Weirathmueller 2008, Mazur/Stein 2015, Broughan 2017, and Nahin 2021 give mathematical introductions. Titchmarsh 1986, Ivić 1985, and Karatsuba/Voronin 1992 are advanced monographs.